# Königlich Bayerisches 1. Infanterie-Regiment „König“
Das 1. Infanterie-Regiment „König“ war neben dem Infanterie-Leib-Regiment der zweite Verband der 1. Infanterie-Brigade der Bayerischen Armee. Der Friedensstandort des Regiments war München.

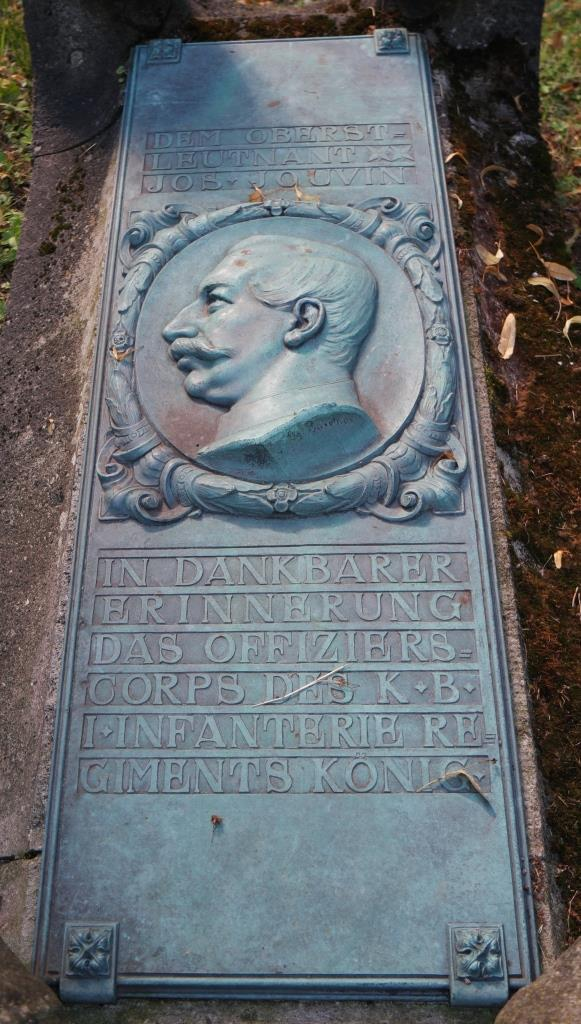
Grabplatte für Jos. Jouvin, Offizier des Regiments, auf dem Alten Südlichen Friedhof in München

## Geschichte

### Entstehung
Das Regiment wurde am 1. Juli 1778 aufgestellt und führte folgende Namen:
- 1778–1790 Leibregiment
- 1790–1799 1. Grenadier-Leibregiment
- 1800–1811 Leibregiment
- 1811–1918 1. Linien-Infanterie-Regiment bzw. Infanterie-Regiment „König“

### Koalitionskriege
Hauptmann Karl von Büllinger erhielt gemäß Kabinettsordre vom 13. Juni 1801 für seine militärischen Leistung während des gesamten Feldzüge gegen Frankreich von 1793 bis 1800 das Militär-Ehrenzeichen (gemäß Armeebefehl vom 1. März 1806 Ritter des Militär-Max-Joseph-Ordens).
Am 2. und 3. November 1805 stürmte der frisch ernannte Bataillons-Kommandant Oberstlieutenant Alois Freiherr von Ströhl an der Spitze seines Verbandes gegen die Schanzen des westlichen Forts am Strubpass, das er trotz Durchschuss am Oberschenkel eroberte. Mit Armeebefehl vom 22. November 1805 wurde ihm hierfür das Militär-Ehrenzeichen verliehen (gemäß Armeebefehl vom 1. März 1806 Ritter des Militär-Max-Joseph-Ordens).
Nachdem Oberlieutenant Anton von Grafenstein mit seinen 60 Schützen als Vorausabteilung am 26. Oktober 1805 Rosenheim besetzt hatte, rückte er zur Innbrücke vor und befahl, diese wiederherzustellen. Die österreichischen Truppen erkannten am 27. Oktober morgens die bayerische Absicht und griffen von Land und über den Inn die Brücke an. Von Grafenstein konnte diese Vorstöße abweisen und nach Eintreffen von Verstärkung in einer schneidigen Bootsfahrt mit einigen Männern über den Inn setzen. Kaum dort gelandet zogen sich die österreichischen Truppe überstürzt zurück, um der Verfolgung zu entgehen. Mit Armeebefehl vom 20. November 1805 wurde Oberlieutenant von Grafenstein mit dem Militär-Ehrenzeichen ausgezeichnet (gemäß Armeebefehl vom 1. März 1806 Ritter des Militär-Max-Joseph-Ordens).
Am 14. Mai 1807 wurde durch Teile des Regiments die Ortschaft Kanth und die Brücke über die Schweidnitz genommen und über 160 preußischen Gefangene gemacht. Oberstlieutenant Johann Baptist Theodor Graf Waldkirch auf Schollenberg griff mit seinen mit 2 Eskadrons Kavallerie und 2 Kanonen verstärkten Bataillon ca. 1400 preußische Schützen/Jäger an und vertrieb sie von ihrer Position, wobei eine preußische Kanone erbeutet wurde. Die beiden Eskadrons attackierten überlegene preußische Kavallerie und verfolgte sie zu hitzig, dass die beiden Eskadrons nicht mehr für das weitere Gefecht zur Verfügung standen. Die zweite Linie der Preußen wurde durch ein Maneuver im Rücken des Feindes ebenfalls geworfen.
Am 24. Juni 1807 befehligte Unterlieutenant Anton Freiherr von Gumppenberg die Avantgarde während der Erstürmung des verschanzten Lagers bei Glatz und eroberte trotz hartnäckiger Gegenwehr als erster die feindlichen Batterie. Hierfür sowie für seine Entschlossenheit und Tapferkeit wurde er mit Armeebefehl vom 15. April 1808 zum Ritter des Militär-Max-Joseph-Ordens ernannt.

### Deutscher Krieg
Im Krieg 1866 gegen Preußen rückte das Regiment aus und nahm an den Kämpfen bei Nüdlingen, Urphar, Helmstadt und Mainz teil.

### Deutsch-Französischer Krieg
1870/71 kam der Stab und das I. und II. Bataillons im Krieg gegen Frankreich als Teil des 1. bayerischen Armee-Korps Von der Tann bei Wörth, Beaumont, Bazeilles, Petit Bicêtre, Artenay, Orléans, Coulmiers, Villepion, Loigny-Poupry, bei der zweiten Einnahme von Orleans, Meung-sur-Loire und Beaugency-Travant zum Einsatz und beteiligte sich an der Einschließung und Belagerung von Paris.
Das III. Bataillon wurde im 2. bayerischen Armee-Korps Hartmann bei Weißenburg, Wörth, Sedan, Plessis-Piquet, bei der Belagerung von Paris und bei Chatillon eingesetzt.

### Erster Weltkrieg

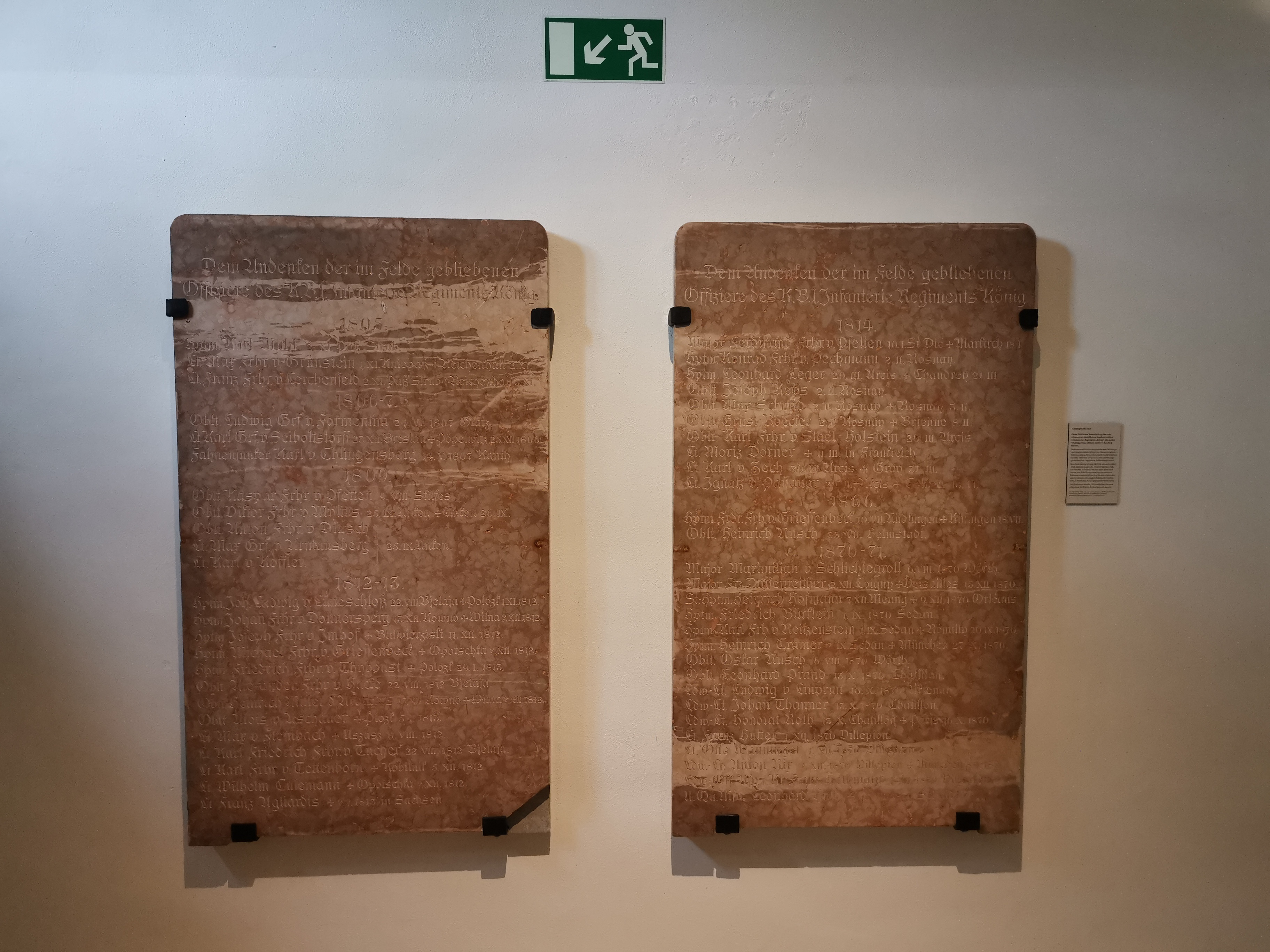
Kriegerdenkmal 1. Infanterie-Regiment König 1805 bis 1870-71 Armeemuseum Reduit Tilly (Ingolstadt)

Das Regiment war während des gesamten Ersten Weltkriegs im Rahmen der 1. Infanterie-Division in Frankreich eingesetzt. Während der Schlacht an der Somme bei Péronne marschierte am 24. September 1914 es unter dem Kommando der 2. Infanterie-Division der 6. Armee über Péronne nach Dompierre und trat am 25. September 1914 eingesetzt am rechten Flügel der Division in Richtung Cappy und Chuignes an. Durch einen Gegenangriff von überlegenen französischen Territorialtruppen wurde der Angriff des Regiments zurückgeschlagen. Für die Herbstschlacht bei La Bassée und Arras (September/Oktober 1915) wurde das Regiment von Péronne abgezogen und südlich Givenchy am rechten Flügel der 1. Infanterie-Division eingesetzt, wo der Angriff von Teilen des III./XII. französischen Armeekorps schon vor den Stellungen des Regiments blutig abgewiesen wurde. Der an wenigen Stellen eingebrochene Feind wurde im Nahkampf vernichtet. In der Schlacht um Verdun schaffte das Regiment die Voraussetzung für den Sturm auf Fleury, indem es nach wiederholten Angriffen am 12. Juni 1916 die sogenannten Wabengräben nordwestlich von Thiaumont in Besitz nehmen konnte. Nach den Schlachten bei Verdun wurde das Regiment an der Somme eingesetzt. Im Oktober 1916 hielt es im Wald von St. Pierre Vaast ostwärts von Rancourt am linken Flügel der 1. Infanterie-Division unerschütterlich seine Stellungen gegen die wütenden französischen Angriffe. Am Chemin des Dames bei Ailles wurde das Regiment zur Verstärkung an die Front geworfen und vermochte sie wirksam zu stabilisieren. Im Zuge der Abwehrkämpfe zwischen Oise und Aisne wurde das Regiment, am rechten Flügel der 1. Infanterie-Division, am 20. August 1918 ostwärts von Loges zum Gegenstoß eingesetzt. Es konnte wegen seiner bereits deutlich verringerter Gefechtsstärke die alten Stellungen nicht mehr in Besitz nehmen. Der französische Angriff aber kam vor Blérancourt zum Stehen, so dass die Absetzbewegungen geordnet durchgeführt werden konnten. Am 22. August 1918 besetzte das Regiment die vorbereiteten Stellungen ostwärts des Oise-Aisne-Kanals und der Ailette zwischen Vilette und Champs. Am 26. September 1918 wurde das Regiment ostwärts von Somme-Py – Tahure den angreifenden Franzosen entgegen geworfen und es gelang, den Feind nochmals über die Bahnlinie Somme-Py – Challerange zurückzuwerfen. Diese Linie konnte es für die nächsten Tage gegen die Angriffe der französischen und amerikanischen Truppen halten. Anfang Oktober 1918 sollte das Regiment, das nur noch die Gefechtsstärke eines verstärkten Zuges hatte, aus der Front herausgezogen werden, aber wurde trotzdem zur Bereinigung eines kritischen Lage bei St. Etienne am 4. Oktober 1918 in den Kampf geworfen und opferte sich dabei nahezu vollständig auf. Am 21. Oktober 1918 griffen die Reste des Regiments, unterstützt durch die 242. Division (4. Königlich Württembergische), ostwärts von Vouziers auf der Linie Landèves – Chamiot an und konnte die Franzosen, die bereits auf dem Westufer der Aisne einen Brückenkopf gebildet hatten, an einem weiteren Vormarsch bis zum 4. November 1918 weitestgehend hindern. Am Ende des Krieges stand das Regiment ostwärts Sedan.

#### Ritter des Militär-Max-Joseph-Ordens
- 28. August 1914: Hauptmann Balduin von Winckler (gefallen am 6. September 1917)
- 02. Oktober 1914: Leutnant Kurt Hopffer
- 25. Oktober 1914: Oberleutnant der Reserve Karl Gruny
- 28. Juni 1916: Leutnant der Reserve Otto Lang (gefallen am 12. Juni 1916)
- 27. Mai 1916: Oberleutnant Wolfgang Eder (gefallen am 13. März 1916)
- 01. November 1916: Leutnant der Reserve Joachim Hitzen (gefallen am 13. Oktober 1918)
- 23. März 1918: Major Eugen von Schobert
- 21. Oktober 1918: Major Johann Schmidtler

#### Pour le Mérite
- Major Johann Schmidtler, verliehen am 26. Oktober 1918, damals Regimentskommandeur

### Verbleib
Am Tage des Waffenstillstands von Compiègne verlegte das Regiment über Koblenz nach Hungen, das Anfang Dezember 1918 erreicht wurde. Das Regiment wurde ab 14. Dezember 1918 in München demobilisiert und dann aufgelöst. Anfang 1919 erfolgte aus Teilen die Aufstellung des Freiwilligen-Bataillons Ruith, das im Freikorps Görlitz tätig war.
Zu Pfingsten 1922 wurde von der Vereinigung ehemaliger Angehöriger des Regiments und vom Offiziers-Verein anlässlich des 1. großen Einsertages in der Münchner St.-Michaels-Kirche eine Gedenktafel gestiftet.
Die Tradition übernahmen in der Reichswehr die 3., 6. und 8. Kompanie des 19. (Bayerisches) Infanterie-Regiments.

### Kommandeure
Bis 1872 führten die Kommandeure die Bezeichnung Kommandanten.
| Dienstgrad            | Name                          | Datum                                  |
| --------------------- | ----------------------------- | -------------------------------------- |
| Oberst                | Heinrich Adolph von Zwanziger | 1825 bis 1833                          |
| Oberst                | Maximilian von Heckel         | 10. November 1870 bis 3. Dezember 1874 |
| Oberstleutnant/Oberst | Benignus von Safferling       | 04. Dezember 1874 bis 2. November 1880 |
| Oberst                | Arnulf von Bayern             | 03. November 1880 bis 6. Juli 1881     |
| Oberst/Generalmajor   | Ignaz von Godin               | 17. Dezember 1913 bis 9. April 1915    |
| Oberstleutnant        | Wilhelm von Freyberg          | 10. April bis 4. August 1915           |
| Oberst                | Anton von Langlois            | 05. August 1915 bis 30. Juni 1918      |
| Oberstleutnant        | Johann von Schmidtler         | 01. Juli 1918 bis 1919                 |